# مارغريت ماكسويل إينغليز
مارغريت ماكسويل إينغليز (بالإنجليزية: Margaret Maxwell Inglis)‏ (1774 في المملكة المتحدة - 1843)؛ كاتِبة وشاعرة بريطانية.